# Liên Quân
Arena of Valor (tiếng Trung: 傳說對決; bính âm: Chuánshuō Duìjué, được biết đến ở Việt Nam với tên gọi Liên Quân hay Liên Quân Mobile), trước đây là Strike of Kings, là phiên bản chuyển thể quốc tế của Vương giả vinh diệu (tiếng Trung: 王者荣耀; bính âm: Wángzhě Róngyào), là một trò chơi đấu trường trận chiến trực tuyến nhiều người chơi được phát triển bởi TiMi Studio Group và phát hành bởi Level Infinite cho Android, iOS và Nintendo Switch cho các thị trường bên ngoài Trung Quốc Đại lục. Tính đến tháng 9 năm 2018, trò chơi đã thu về hơn 140 triệu đô la Mỹ bên ngoài Trung Quốc. Arena of Valor là một trong sáu bộ môn Thể thao điện tử được giới thiệu tại Đại hội Thể thao Châu Á 2018, Đại hội Thể thao Đông Nam Á 2019, Đại hội Thể thao Trong nhà và Võ thuật Châu Á 2021 và Đại hội Thể thao Đông Nam Á 2021 như một phần của môn thể thao cạnh tranh. Được phát hành bởi Garena, DeNA, Actoz SG và TiMi Studio Group.

## Lối chơi
Arena of Valor là trò chơi đấu trường trận chiến trực tuyến nhiều người chơi (MOBA) được phát triển cho thiết bị di động. Lối chơi tổng thể của Arena of Valor rất giống với Liên Minh Huyền Thoại, một trò chơi MOBA trên PC được phát triển và phát hành bởi Riot Games, cũng là công ty con của Tencent và công ty chị em với TiMi.
Người chơi điều khiển các nhân vật, được gọi là tướng, và mỗi tướng này có một bộ kỹ năng riêng biệt. Tướng bắt đầu trò chơi ở cấp độ thấp và có thể kiếm vàng và kinh nghiệm (XP) theo nhiều cách khác nhau: Giết các sinh vật không phải người chơi như lính hoặc quái vật, đánh bại những người chơi khác, phá hủy các công trình, thụ động thông qua thời gian và thông qua các trang bị đặc biệt có thể mua qua cửa hàng. Kiếm kinh nghiệm sẽ mở khóa và tăng cường khả năng, giúp tướng mạnh hơn. Các trang bị mua trong cửa hàng không được chuyển sang các trận đấu, do đó tất cả người chơi đều ngang bằng nhau khi bắt đầu mỗi trận đấu.
Các trận đấu mang lại cho người chơi phần thưởng, chẳng hạn như vàng, sau đó có thể được sử dụng để mua nhiều loại tướng hoặc arcana. Ngoài ra, người chơi có thể chơi loại trận đấu 'Xếp hạng', cho phép họ được ghép cặp với những người chơi có cùng trình độ và được đánh giá thông qua 'xếp hạng' trong trò chơi. Các ngôi sao được tích lũy khi chiến thắng và mất đi khi thua cuộc.

### Chế độ chơi
Có nhiều chế độ chơi khác nhau trong Arena of Valor, trong đó "5v5" thường được gọi là Đấu thường hoặc Xếp hạng, được chơi trên Antaris Battlefield và là chế độ phổ biến nhất. Người chơi tham gia vào các trận đấu này, trung bình kéo dài khoảng 12 – 18 phút. Người chơi nhắm đến việc phá hủy các tháp pháo của đối phương trên bản đồ và đảm bảo các mục tiêu như tiêu diệt Abyssal Dragon và Dark Slayer, với điều kiện chiến thắng là phá hủy lõi của đối phương.
Black City Arena là chế độ chơi 1v1 chỉ có một làn đường, hai bụi cây ở bên trái và bên phải của chiến trường ngang, một bình HP, một pháo tháp và một căn cứ cho phe xanh và phe đỏ.
Shadow Duel là chế độ chơi 3v3 trên Flatland Battlefield, sử dụng bản đồ nhỏ hơn nhiều.
Abyssal Clash là chế độ chơi 5v5, trong đó người chơi được chọn ngẫu nhiên các tướng. Người chơi có thể chọn quay một lần và nhận được một tướng khác. Bản đồ trò chơi là Abyss Canyon, chỉ có một làn đường với hai pháo tháp và một căn cứ được kết nối ở hai đầu làn đường. Có một số hạn chế nhất định không xuất hiện trong chế độ 5v5 mặc định: Chỉ có thể mua trang bị trước khi rời khỏi căn cứ hoặc sau khi bị hạ gục và khả năng hồi máu của anh hùng tại căn cứ của đội bị vô hiệu hóa. Có các điểm hồi máu xuất hiện bên cạnh mỗi pháo tháp, cung cấp cho tướng một hiệu ứng hồi máu nhỏ.
Hook Wars là một trong những chế độ chơi giải trí. Bản đồ trò chơi là Treasure Bay, bao gồm hai tàu lớn được kết nối với nhau. Mặc dù chế độ chơi này cũng là 5v5, nhưng không có lính, pháo tháp hoặc căn cứ nào trong chế độ này. Mỗi người chơi có thể sử dụng móc câu như một khả năng đặc biệt, có thể tóm được kẻ thù trên tàu đối diện hoặc từ khoảng cách xa. Người chơi đặt mục tiêu chiếm Vùng kiểm soát, nằm ở trung tâm bản đồ và giữ vùng đó trong một khoảng thời gian nhất định (cho đến khi bộ đếm đạt 100%). Tỷ lệ chiếm tăng theo số lượng người chơi đứng trong vùng đó.
Football Fever là chế độ chơi giải trí 3v3.
Death Match là chế độ chơi giải trí 2v2v2v2v2 trên bản đồ được gọi là Death Realm.
Gladiator's Summit là chế độ chơi giải trí 5v5.
Mayhem Mode là chế độ chơi giải trí 10v10.
Duo-Race là chế độ đua xe phối hợp.

### Các loại tướng
Có 117 tướng trong Arena of Valor tính đến ngày 26 tháng 1 năm 2024. Arena of Valor chia các tướng thành nhiều loại, mỗi loại đóng vai trò khác nhau. Sự khác biệt đáng chú ý nhất là loại sát thương mà tướng gây ra - một số tướng gây sát thương vật lý, có thể được khắc chế bằng chỉ số giáp, trong khi những tướng khác chủ yếu gây sát thương phép, có thể được khắc chế bằng chỉ số kháng phép. Một số anh hùng gây cả hai loại sát thương, và một số gây sát thương 'chuẩn', không thể được khắc chế bằng giáp hoặc kháng phép. Tất cả các tướng được phân loại thành một trong sáu loại, với một số tướng chồng chéo nhiều loại.
- Xạ thủ: Xạ thủ là những tướng đánh xa thường gây sát thương vật lý chủ yếu thông qua đòn đánh thường. Loại tướng này gây sát thương liên tục, do đó hữu ích trong giao tranh tổng để giảm lượng sinh lực của đối thủ. Chúng cũng rất hiệu quả trong việc chiếm các mục tiêu như pháo tháp. Tuy nhiên, chúng thường mỏng manh và dễ bị tổn thương. Ví dụ về tướng xạ thủ là Violet, Valhein và Yorn.
- Pháp sư: Những tướng này gây ra lượng sát thương phép bùng nổ lớn. Một số pháp sư mỏng manh trong khi một số pháp sư bền bỉ hơn tùy thuộc vào từng trang bị. Pháp sư là sự kết hợp giữa tướng tầm xa, gây sát thương từ xa hoặc tướng cận chiến, gây sát thương từ khoảng cách gần. Ví dụ về pháp sư là Raz, Krixi và Zata.
- Sát thủ: Đây là những tướng được thiết kế để gây ra lượng sát thương lớn một cách nhanh chóng và thường không có nhiều máu. Sát thủ thường nhắm đến xạ thủ hoặc pháp sư của đối phương cũng như bất kỳ tướng sinh lực thấp nào khác để loại bỏ nhanh chóng. Chúng cũng chịu trách nhiệm ngăn chặn kẻ thù đang giết chóc. Chúng có khả năng di chuyển cao và sát thương bùng nổ để tập trung vào các mục tiêu có giá trị của kẻ thù. Ví dụ về tướng sát thủ là Murad, Nakroth và Ngộ Không.
- Đỡ đòn: Đỡ đòn Là những tướng có lượng sinh lực lớn và thường được xây dựng hoàn toàn theo hướng phòng thủ để có thể hấp thụ sát thương cho toàn đội. Do đó, họ thường gây ít sát thương. Tuy nhiên, họ thường có các khả năng được gọi là 'kiểm soát đám đông' cho phép họ ngăn cản chuyển động của đội địch. Ngoài ra, chúng có thể sử dụng các khả năng này để bắt đầu giao tranh tổng, hoặc ngăn đội địch tấn công các mục tiêu có mức độ ưu tiên cao như xạ thủ đồng minh hoặc pháp sư. Ví dụ về các tướng đỡ đòn là Grakk, Thane và Toro.
- Đấu sĩ: Các tướng kết hợp các thuộc tính của sát thương gây ra và đỡ đòn, kết hợp khả năng sống sót vừa phải với sát thương đáng nể. Đỡ đòn thường có lượng máu, phòng thủ và sát thương tấn công cân bằng, đây là chỉ định phổ biến cho các đấu sĩ cận chiến tầm gần. Do đó, chúng có thể sống sót trong thời gian dài chiến đấu và xuất sắc trong việc gây sát thương liên tục. Đấu sĩ toàn diện và có xu hướng cực kỳ mạnh trong các tình huống đơn đấu. Ví dụ về tướng đấu sĩ là Florentino, Arthur và Lữ Bố.
- Trợ thủ: Các tướng có khả năng hỗ trợ phần còn lại của đội bằng cách cung cấp khả năng hồi máu, tăng sức mạnh cho đồng minh (như tăng tốc độ di chuyển), làm suy yếu đội địch (như làm choáng) hoặc kết hợp các khả năng trên. Các tướng trợ thủ thường được ghép đôi với xạ thủ trong giai đoạn đi đường đầu của trò chơi, khi hỗ trợ không giết lính mà thay vào đó tập trung vào việc hỗ trợ đồng đội và quấy rối các tướng địch. Các tướng trợ thủ thường hỗ trợ xạ thủ đồng minh vì chúng thường yếu hơn trong giai đoạn đầu của trò chơi và cần được hỗ trợ để sống sót. Ví dụ về tướng trợ thủ là Alice, Annette và Aya.

Người chơi có thể mua trang bị, có tác động lớn đến chỉ số và lối chơi của tướng. Một ví dụ về điều này là Zephys, là một đấu sĩ/sát thủ kép. Anh ta có một khả năng thụ động giúp tăng khả năng giảm sát thương đối với sát thương nhận vào dựa trên tỷ lệ máu bị mất. Nếu chỉ mua trang bị tấn công, anh ta sẽ gây ra nhiều sát thương nhưng sẽ có lượng máu và phòng thủ thấp, ảnh hưởng đến khả năng sống sót. Nếu Zephys mua kết hợp trang bị tấn công và phòng thủ, anh ta có thể chịu sát thương cho đội trong khi vẫn gây ra một lượng sát thương đáng kể. Nếu Zephys chỉ mua trang bị phòng thủ, anh ta có thể tăng khả năng giảm sát thương thụ động của mình lên mức tối đa, về cơ bản là gần như không thể bị hạ gục trong hầu hết các trường hợp giống như một tướng loại Đỡ đòn, nhưng sẽ gây ra lượng sát thương thấp hơn đáng kể. Kiểu chơi này có thể áp dụng cho tất cả các tướng, cho phép đỡ đòn hoạt động như đấu sĩ, pháp sư hoạt động như trợ thủ và ngược lại.

## Lịch sử

### Phát hành trước
Sau khi Tencent mua lại hoàn toàn Riot Games vào năm 2015, Tencent đã yêu cầu họ tạo phiên bản di động của Liên Minh Huyền Thoại, vì các trò chơi đấu trường trận chiến trực tuyến nhiều người chơi (MOBA) rất hiếm trên di động vào thời điểm đó, với Vainglory của Super Evil Megacorp (được thành lập bởi các nhân viên cũ của Riot Games) là tiêu đề đáng chú ý duy nhất. Tencent muốn nắm lấy cơ hội chiếm lĩnh thị trường di động vì không có đối thủ mạnh nào ngoài Vainglory. Tuy nhiên, Riot Games đã từ chối do thiết bị di động thường không được coi là nền tảng dành cho các trò chơi cạnh tranh và tuyên bố rằng lối chơi của Liên Minh Huyền Thoại không thể sao chép trên điện thoại thông minh. Sau đó, Tencent vẫn quyết tâm tung ra một game MOBA trên di động. Sau khi bị Riot Games từ chối, Lightspeed & Quantum Studios (sau này sẽ phát triển PUBG Mobile theo giấy phép từ Krafton) và TiMi Studios (cả hai đều là studio phát triển trò chơi điện tử nội bộ của Tencent) đã chạy đua để phát triển một trò chơi MOBA phù hợp với yêu cầu đó dẫn đến cạnh tranh nội bộ.
We MOBA của Lightspeed & Quantum và League of Kings (dịch thô từ 王者联盟 Wángzhě Liánméng) của TiMi ra mắt cùng ngày vào ngày 18 tháng 8 năm 2015. Một tháng sau, We MOBA đã là trò chơi di động được tải xuống nhiều thứ ba trên iOS của Apple trên toàn thế giới, theo công ty phân tích ứng dụng App Annie, trong khi League of Kings không bằng We MOBA. League of Kings sau đó đã bị gỡ xuống để đại tu và được khởi chạy lại vào tháng 10 năm 2015. TiMi Studios đã sử dụng Liên Minh Huyền Thoại làm mô hình cơ sở để đại tu League of Kings, dẫn đến việc cả hai trò chơi có nhiều điểm tương đồng. TiMi Studios cũng đã triển khai chế độ 5v5 vào League of Kings do trò chơi trước đó có khả năng tiếp nhận kém với khái niệm 3v3. Lần này, League of Kings đã vượt qua We MOBA thành công và giành chiến thắng trong cuộc thi nội bộ. Tencent đầu tư thêm nguồn lực vào League of Kings để đảm bảo thành công của nó.
Tuy nhiên, Riot Games cho rằng thiết kế nhân vật và kỹ năng trong League of Kings đang "ăn cắp, đạo nhái một cách trắng trợn tài sản trí tuệ của Liên Minh Huyền Thoại" vào ngày 26 tháng 11 năm 2015 và nó chỉ trải qua những thay đổi cần thiết. Việc phát hành quốc tế của Honor of Kings đã bị hủy bỏ và trò chơi sẽ có một phiên bản song sinh phương Tây dành cho các thị trường bên ngoài Trung Quốc đại lục, được đổi thương hiệu và có nội dung khác, dẫn đến việc tạo ra Arena of Valor, cũng là một phản hồi đối với các khiếu nại của Riot Games về "vi phạm sở hữu trí tuệ tiềm ẩn" sau khi họ phát hiện ra cách trò chơi được sản xuất và đã báo cáo những lo ngại này với Tencent. Tencent trả lời rằng họ sẽ thay đổi trò chơi của riêng mình đủ để tiếp thị dưới dạng một sản phẩm độc lập không liên quan đến Liên Minh Huyền Thoại. Mặc dù vậy, League of Kings đã trở nên phổ biến rộng rãi ở Trung Quốc vào thời điểm này do trò chơi được quảng cáo là "phiên bản di động của Liên Minh Huyền Thoại" thông qua mạng xã hội và tiếp thị truyền miệng. Tencent thấy rằng đã quá muộn để thực hiện những thay đổi lớn cho trò chơi, vì vậy họ đã đổi tên từ League of Kings (王者联盟/Wángzhě Liánméng) thành Honor of Kings (王者荣耀/Wángzhě Róngyào) vào ngày 26 tháng 11 năm 2015 và nó chỉ trải qua những thay đổi cần thiết. Việc phát hành quốc tế của Honor of Kings đã bị hủy bỏ và trò chơi sẽ có một phiên bản song sinh phương Tây dành cho các thị trường bên ngoài Trung Quốc đại lục, được đổi thương hiệu và có nội dung khác, dẫn đến việc Arena of Valor ra đời, cũng là một phản hồi đối với các khiếu nại của Riot Games về "vi phạm sở hữu trí tuệ tiềm ẩn".

### Phát triển
Arena of Valor được phát triển bởi TiMi Studio Group với cùng một công cụ và thiết kế giao diện người dùng như Honor of Kings và được phát hành bởi Level Infinite. Một công ty con của Tencent Interactive Entertainment Group, trực thuộc bộ phận Tencent Games. Arena of Valor ban đầu được đặt tên là Strike of Kings, và được dự định là tên giống hệt với Honor of Kings, nhưng nhóm phát hành nghĩ rằng cái tên này có thể không phù hợp để thu hút khán giả phương Tây. Hơn nữa, sự khác biệt về nội dung trong trò chơi khiến nhóm phát hành quyết định rằng cần có một cái tên hay hơn. Tuy nhiên, Arena of Valor có một số tên thay thế khi được phát hành ở các quốc gia khác nhau, chẳng hạn như Realm of Valor ở Thái Lan, Liên Quân ở Việt Nam, Penta Storm ở Hàn Quốc, và Legendary Showdown ở Đài Loan và Nhật Bản.
Garena tham gia nhóm tiếp thị khi họ giúp phương Tây hóa bầu không khí của trò chơi. Các nhân vật trong trò chơi đã được hoán đổi từ các nhân vật lấy cảm hứng từ văn hóa dân gian và thần thoại Trung Hoa sang các nhân vật lấy cảm hứng từ văn hóa dân gian châu Âu và một số thần thoại từ các quốc gia khác, với sự pha trộn của nhiều yếu tố bao gồm kinh dị Lovecraftian, steampunk, giả tưởng cao, kiếm hiệp và ma thuật để thu hút người chơi bên ngoài Trung Quốc.
Sự xuất hiện của các nhân vật trong trò chơi chủ yếu là các thiết kế tái chế và cải tiến của các nhân vật từ Heroes of Newerth, một trò chơi MOBA mà Garena đã mua lại từ S2 Games. Arena of Valor cũng bao gồm một số nhân vật như Butterfly, Violet và Mina từ Age of Gunslingers, một trò chơi bắn súng góc nhìn thứ ba trước đây cũng được phát triển bởi một bộ phận của TiMi Studio Group. Ngoài ra, Arena of Valor có nhiều lần hợp tác với các thương hiệu khác, có sự giao thoa với Vũ trụ DC, Wiro Sableng, Contra, KFC, Sword Art Online, Ultraman, Bleach, One-Punch Man, Demon Slayer: Kimetsu no Yaiba, Sailor Moon và Hunter × Hunter.
TiMi dự định giới thiệu các nhân vật từ Vũ trụ Marvel trong giai đoạn nguyên mẫu của Strike of Kings (trước khi đổi tên thành Arena of Valor và hợp tác với DC Comics), với bản thử nghiệm closed beta của trò chơi dưới tên Marvel Super Heroes. Trò chơi ban đầu có một số nhân vật từ sự giao thoa tài sản trí tuệ của TiMi với các nhân vật của Marvel. Tuy nhiên, Marvel Entertainment sau đó đã lấy lại giấy phép của họ, buộc TiMi phải ngừng phát triển và Tencent Games phải đóng cửa trò chơi do mất quyền phát hành. Sau đó, TiMi Studio Group đã phải thiết kế lại trò chơi, tạo ra giao diện của Arena of Valor như hiện tại. TiMi sau đó đã tiếp cận DC Comics để đưa các nhân vật của họ thay thế cho các nhân vật của Marvel, trong khi Marvel chọn một con đường riêng, hợp tác với các công ty phát triển trò chơi điện tử khác để phát triển MOBA của riêng họ, chẳng hạn như Marvel End Time Arena của Smilegate và Marvel Super War của NetEase.
Nhạc nền của Arena of Valor được TiMi Audio Lab sáng tác với sự hợp tác của các nhà soạn nhạc khác nhau mỗi năm, chẳng hạn như Jeff Broadbent vào cuối năm 2016, Hans Zimmer và Lorne Balfe vào năm 2017, Matthew Carl Earl và Obadiah Brown-Beach năm 2018,  Russell Brower, Paul Lipson và Tom Salta vào năm 2019, Yang Lee và Michal Cielecki vào năm 2020, tất cả tạo nên một bầu không khí khác hẳn so với bản nhạc gốc bằng nhạc cụ Trung Hoa trong Honor of Kings. Arena of Valor cũng có ngôn ngữ Veda, một ngôn ngữ hư cấu được xây dựng cùng với hậu duệ đa nhân cách của nó, chẳng hạn như Afata, Gandal ("ngôn ngữ ô uế" của con người) và Gunna (Zudǝllǝ g’Vunnǝ, "ngôn ngữ từ vực thẳm" của Lokheim) cho các nhân vật khác nhau từ các phe phái khác nhau. Những ngôn ngữ này được tạo ra bởi David J. Peterson (cũng nổi tiếng với việc tạo ra ngôn ngữ Dothraki và Valyrian trong Trò chơi vương quyền) để làm cho trò chơi trở nên thú vị hơn.
Arena of Valor có rất nhiều nhà phát hành cho các khu vực khác nhau, được ra mắt lần đầu tiên tại Đài Loan vào ngày 12 tháng 10 năm 2016 bởi Garena, sau giai đoạn thử nghiệm beta kín kéo dài hai tuần. Vào ngày 17 tháng 10 năm 2017, Garena đã ra mắt Arena of Valor tại Malaysia, Singapore và Philippines, nơi phần lớn người chơi chơi các trò chơi trên thiết bị di động. Garena đã quyết định kết hợp ba quốc gia này trong một máy chủ. Tại Hàn Quốc, trò chơi được phát hành bởi Netmarble vào ngày 26 tháng 4 năm 2017. Trò chơi được phát hành tại các thị trường Châu Âu bởi Level Infinite vào ngày 10 tháng 8 năm 2017, và được phát hành ở Bắc Mỹ và Mỹ Latin vào ngày 19 tháng 12 năm 2017. Vào ngày 28 tháng 6 năm 2018, Level Infinite đã triển khai "máy chủ châu Á" mà không thông báo trước, máy chủ này bao gồm Úc, New Zealand, Myanmar, Lào, Campuchia và Brunei. Tại Nhật Bản, DeNA hợp tác với TiMi ra mắt Arena of Valor vào ngày 30 tháng 11 năm 2018.
Nintendo đã công bố một thỏa thuận với Tencent Games để đưa Arena of Valor lên Nintendo Switch cho thị trường quốc tế, cũng như thiết lập quan hệ đối tác để vận chuyển máy chơi game Nintendo Switch vào Trung Quốc. Trò chơi đã được thông báo sẽ phát hành cho Nintendo Switch trong buổi giới thiệu Nintendo Direct vào tháng 9 năm 2017. Phiên bản beta kín đã có sẵn cho nền tảng vào ngày 28 tháng 6 năm 2018 và những người tham gia đã nhận được trang phục trong trò chơi cho một trong các nhân vật.
Trò chơi đã chính thức ra mắt trên nền tảng vào ngày 28 tháng 9 năm 2018. Trong cuộc đối thoại với Engadget, Tencent Games tiết lộ cổng Nintendo Switch của trò chơi được cải tiến và tối ưu hóa cho nền tảng, tận dụng sức mạnh xử lý và các tính năng phần cứng của bảng điều khiển để thực hiện nhiều thay đổi khác nhau cho trò chơi, chẳng hạn như đồ họa và hoạt ảnh được cải thiện, ánh sáng tốt hơn, các đường nét mượt hơn và các chi tiết nhỏ bổ sung như bướm, đốm sáng,... Ngoài ra, một số điều chỉnh đã được thực hiện để trò chơi có thể chơi được trên màn hình lớn hơn với các điều khiển truyền thống và các chỉ số cho các nhân vật đã được định cấu hình lại. Do những thay đổi này, không thể chơi chéo giữa Nintendo Switch và phiên bản di động của trò chơi.

### Phát hành sau
TiMi Studios một lần nữa phải đối mặt với một cuộc cạnh tranh nội bộ. Morefun Studios (cũng là một studio phát triển trò chơi điện tử khác của Tencent) đã phát triển và phát hành một trò chơi MOBA di động có tên War Song vào ngày 22 tháng 1 năm 2018, nhằm cạnh tranh với Arena of Valor. Tuy nhiên, cuối cùng War Song không tồn tại được lâu. Thay vào đó, nội dung của nó không còn tồn tại đã được thay bằng Chess Rush, một trò chơi đấu trường tự động, được phát hành vào ngày 4 tháng 7 năm 2019.
Arena of Valor được cho là đã khiến mối quan hệ kinh doanh giữa Riot Games và Tencent dần trở nên căng thẳng, và mối quan hệ giữa hai công ty càng trở nên căng thẳng hơn khi Tencent sử dụng những người chơi Liên Minh Huyền Thoại nổi tiếng để quảng bá Arena of Valor và các giải đấu thể thao điện tử của nó. Các khiếu nại của Riot Games đã bắt đầu đóng băng tiếp thị trong hai tháng cho Arena of Valor và yêu cầu Riot Games được cung cấp tùy chọn xem xét tất cả các kế hoạch tiếp thị, bao gồm cả quyền phủ quyết đối với việc sử dụng các người chơi nổi tiếng được chọn. Tuy nhiên, Riot Games ngụ ý rằng mối quan hệ của họ với Tencent vẫn bền chặt và xung đột giữa họ và các trò chơi của họ chỉ là "một cú va chạm trên đường".
Vào tháng 7 năm 2017, Riot Games đã đệ đơn kiện Moonton, nhà phát triển của Mobile Legends: Bang Bang, vì vi phạm bản quyền, do những điểm tương đồng giữa Mobile Legends và Liên Minh Huyền Thoại. Vụ án ban đầu đã bị bác bỏ tại Tòa án Quận Trung tâm California ở Hoa Kỳ do đàm phán không thuận tiện. Tencent với tư cách là công ty mẹ của Riot Games, sau đó đã đệ đơn kiện mới thay mặt cho Riot Games, nhắm trực tiếp vào Giám đốc điều hành của Moonton là Watson Xu Zhenhua (vì trước đây đã từng làm việc tại Tencent với tư cách là một trong những nhân viên cấp cao của trung tâm) tại Toà án Nhân dân Trung ương Số 1 ở Thượng Hải vì vi phạm luật liên quan đến Thỏa thuận không cạnh tranh, phán quyết có lợi cho Tencent vào tháng 7 năm 2018, trao cho Tencent khoản bồi thường trị giá 2,9 triệu đô la Mỹ (19,4 triệu nhân dân tệ).
Riot Games cuối cùng đã thừa nhận tiềm năng của thị trường di động cho thể loại MOBA và đồng ý phát triển một tựa game di động cho Liên Minh Huyền Thoại. Tencent sau đó đã tạm thời rút lại các kế hoạch tiếp thị cho Arena of Valor ở Châu Âu và Bắc Mỹ vào năm 2019, nhường chỗ cho thông báo của Riot Games vài tháng sau đó. Riot Games đã công bố trò chơi MOBA di động của riêng họ là Liên Minh Huyền Thoại: Tốc Chiến vào ngày 16 tháng 10 năm 2019, nhân kỷ niệm 10 năm thương hiệu League of Legends.
Ngoài ra, sự kế thừa của thể loại MOBA trên di động đã truyền cảm hứng cho việc tạo ra Pokémon UNITE, một trò chơi spin-off của Pokémon, được phát triển bởi TiMi Studio cũng như sự hợp tác hơn nữa với Nintendo và The Pokémon Company. Trò chơi được công bố trong Pokémon Presents vào ngày 24 tháng 6 năm 2020.
TiMi đã hợp tác với Shengqi Games để phân phối lại nhượng quyền Arena of Valor tại thị trường Ấn Độ, nơi Arena of Valor đã bị đình chỉ hoạt động trước đó vào Quý 4 năm 2020 do các khiếu nại về quyền riêng tư không có căn cứ thông qua chính phủ Ấn Độ. Nhượng quyền thương mại mang nhãn hiệu Clash of Titans, với các thuật ngữ được điều chỉnh như Titans, không giống như thuật ngữ Anh hùng ban đầu của nhượng quyền thương mại.
Arena of Valor đã bị chính phủ cấm ở Ấn Độ (cùng với các ứng dụng, trò chơi khác của Trung Quốc) vào ngày 2 tháng 9 năm 2020, động thái này diễn ra trong bối cảnh Giao tranh Trung Quốc–Ấn Độ 2020.
TiMi Studio Group quyết định không gia hạn quyền nhượng quyền thương hiệu Arena of Valor cho Netmarble & Kakao. Netmarble đã thông báo rằng họ sẽ chấm dứt dịch vụ vào ngày 29 tháng 7 năm 2022 sau 5 năm cung cấp dưới hình thức dịch vụ (GaaS). Việc chấm dứt này khiến Hàn Quốc không có đại diện nào cho các giải eSports vào năm 2022. Giấy phép không được gia hạn do không thể giữ chân người chơi ở Hàn Quốc.

## Hệ thống giải đấu thể thao điện tử

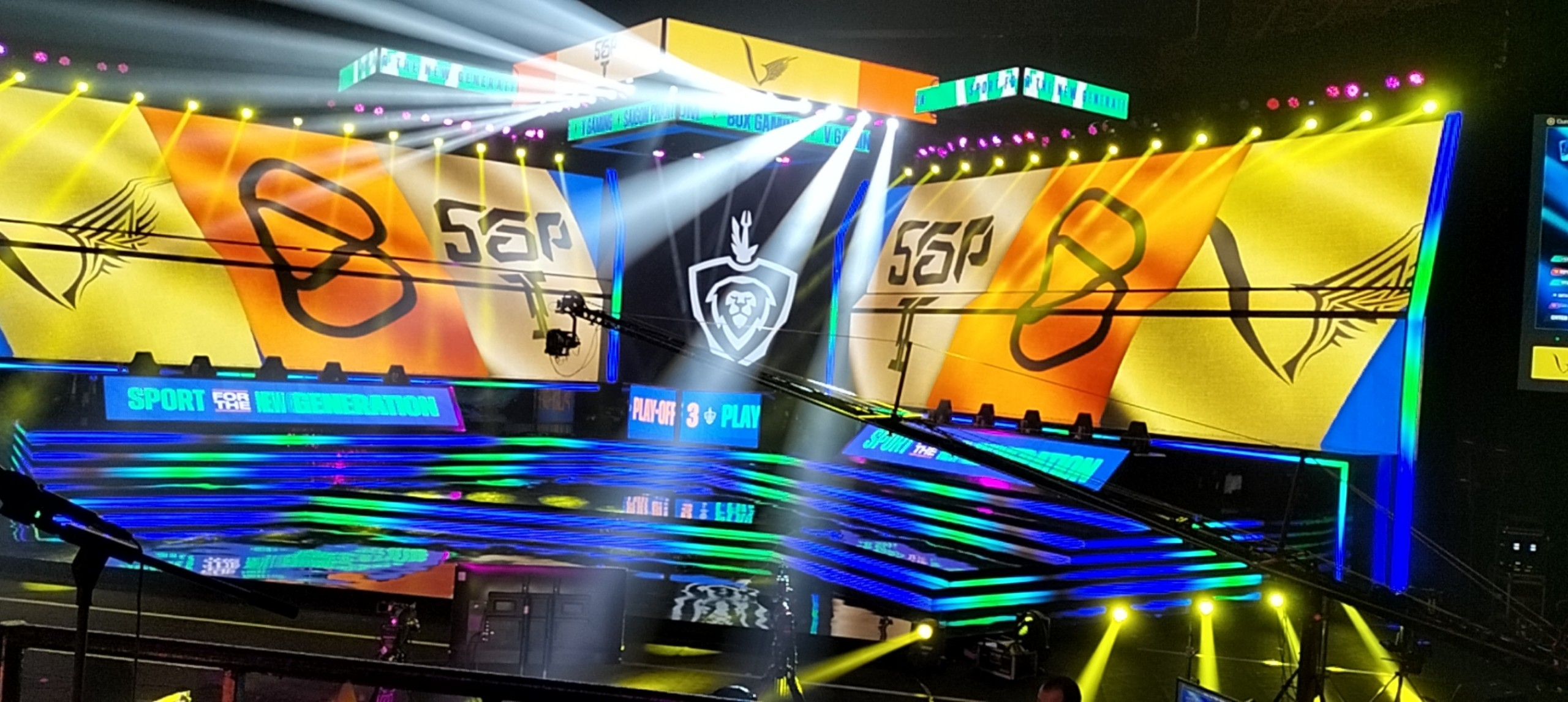
Sân khấu chung kết Đấu trường Danh vọng mùa Đông 2022.

### Giải đấu quốc tế
Các giải đấu của Arena of Valor đã được tổ chức ở nhiều khu vực, chẳng hạn như Garena Challenger Series (GCS) tại Đài Loan, RoV Pro League (RPL) ở Thái Lan, Arena of Glory - Đấu trường Danh vọng (AOG) ở Việt Nam, Arena of Valor Star League (ASL) ở Indonesia, Arena of Valor: Valor Cup (AVC) ở Malaysia, Singapore và Philippines, Arena of Valor: Valor Series (AVS) ở Châu Âu, Bắc Mỹ, và Mỹ Latinh, và Arena of Valor Japan League (AJL) ở Nhật Bản. Arena of Valor cũng có hai giải đấu vô địch thế giới hàng năm là Arena of Valor International Championship (AIC) và Arena of Valor World Cup (AWC). AIC là giải đấu mà các đội từ khắp nơi trên thế giới tham gia để kiếm lợi nhuận và vinh quang cho tổ chức thể thao điện tử của riêng họ, trong khi AWC là giải đấu mà các đội tham gia dưới quốc kỳ của họ để đại diện cho quốc gia của họ.
Mùa giải AIC đầu tiên được tổ chức tại Hàn Quốc từ ngày 23 tháng 11 đến ngày 26 tháng 11 năm 2017. Giải đấu này đã thu hút hơn 36.000.000 người xem trực tuyến, vượt qua các kỷ lục trò chơi di động trên toàn thế giới và từ đó trở thành tiêu chuẩn hàng đầu của thể thao điện tử di động. Trò chơi này chiếm giữ vị trí dẫn đầu bảng xếp hạng trò chơi di động ở châu Á trong nhiều tháng cũng đã vinh dự nhận được giải thưởng Trò chơi hay nhất năm 2017 của Google Play ở châu Âu. Mùa giải AIC lần thứ hai được tổ chức tại Thái Lan từ ngày 23 tháng 11 đến ngày 16 tháng 12 năm 2018. Giải đấu đã tăng số đội thi đấu lên 16, với các đội cạnh tranh cho danh hiệu và một tỷ lệ trong tổng giải thưởng trị giá 600.000 đô la Mỹ (460.000 bảng Anh). Giải đấu AIC lần thứ ba cũng được tổ chức tại Thái Lan từ ngày 5 tháng 11 đến ngày 24 tháng 11 năm 2019. Giải đấu có thêm một giải solo 1v1 hoàn toàn mới, trong đó một người chơi đại diện cho mỗi đội và người chiến thắng sẽ nhận được 5.000 đô la Mỹ.
Mùa giải AWC lần đầu tiên được tổ chức tại Los Angeles, Hoa Kỳ từ ngày 17 tháng 7 đến ngày 28 tháng 7 năm 2018. Tổng giải thưởng trị giá 500.000 đô la Mỹ đã giúp cho AWC trở thành một trong những giải đấu eSports di động lớn nhất trong lịch sử. Tổng cộng có chín khu vực cạnh tranh cho giải thưởng lớn, bao gồm Đài Loan - Hồng Kông - Ma Cao, Thái Lan, Việt Nam, Malaysia - Singapore - Philippines, Indonesia, Hàn Quốc, Bắc Mỹ, Mỹ Latinh và Châu Âu. Ngoài ra, đơn vị tổ chức giải đấu đã chọn ba đội Wildcard tham gia AWC. Mùa giải AWC lần thứ hai được tổ chức tại Đà Nẵng, Việt Nam từ ngày 27 tháng 6 đến ngày 14 tháng 7 năm 2019, với cùng tổng giải thưởng trị giá 500.000 đô la Mỹ, đây cũng là mùa giải đánh dấu lần đầu tiên Nhật Bản tham dự AWC kể từ khi Arena of Valor ra mắt máy chủ Nhật Bản vào ngày 30 tháng 11 năm 2018.
Mùa giải AWC lần thứ ba bị hủy bỏ do ảnh hưởng của đại dịch COVID-19, và đã được thay thế bằng giải đấu một lần là Arena of Valor Premier League 2020 (APL 2020).
Vào ngày 28 tháng 8 năm 2021, Level Infinite và TiMi eSports thông báo về việc hợp nhất Honor of Kings World Champion Cup, giải vô địch thế giới của đối tác Trung Quốc của AoV là Honor of Kings, với Arena of Valor World Cup. Do đó, tổng giải thưởng sẽ tăng đáng kể từ 500.000 đô la Mỹ lên 10.000.000 đô la Mỹ từ phiên bản năm 2022. Tổng giải thưởng AIC 2021 đã được tăng từ 500.000 đô la Mỹ lên 1.000.000 đô la Mỹ và sẽ tăng từ 1.000.000 đô la Mỹ lên 2.000.000 đô la Mỹ kể từ AIC 2022.

### Đại hội Thể thao Châu Á 2018
Arena of Valor là một phần của thể thao trình diễn tại Đại hội Thể thao châu Á 2018 tại Indonesia. 8 quốc gia đã có thể tham gia sau khi đủ điều kiện từ vòng loại khu vực tương ứng của họ, Indonesia đã giành quyền tham dự trong vai trò chủ nhà. Không giống như các sự kiện thể thao điện tử khác, không có vòng loại cho khu vực Trung Á và Tây Á.

### Đại hội Thể thao Đông Nam Á 2019
Arena of Valor là một trong những bộ môn eSports được đưa vào nội dung tranh huy chương tại Đại hội Thể thao Đông Nam Á 2019.

### Đại hội Thể thao châu Á 2022
Arena of Valor nằm trong số tám bộ môn thể thao điện tử được xác định là nội dung tranh huy chương cho Đại hội Thể thao châu Á 2022. Tencent eSports và TiMi eSports đã chia sẻ về một ấn phẩm vào ngày 5 tháng 9 năm 2021 xác nhận việc sử dụng lần đầu tiên phiên bản hợp nhất của Honor of Kings với Arena of Valor.

## Giải thưởng
Arena of Valor đã giành được giải thưởng "Best Music in a Casual/Social Game" tại Annual Game Audio Network Guild Awards lần thứ 15, trong khi đề cử khác của nó là "Best Original Instrumental". Nó cũng được đề cử cho hạng mục "Original Score – Video Game" tại Giải Hollywood Music in Media 2017, cho hạng mục "Original Dramatic Score, New IP" tại NAVGTR Awards, cho hạng mục "Best Competitive Game" tại Golden Joystick Awards 2018, và cho hạng mục "Fan Favorite Mobile Game" tại Gamers' Choice Awards. Arena of Valor: Flip the World đã giành được giải thưởng cho hạng mục "Song/Score - Mobile Video Game" tại Giải Hollywood Music in Media lần thứ 9, trong khi trò chơi này và Honor of Kings 2.0 được đề cử cho cùng một hạng mục tại Giải Hollywood Music in Media lần thứ 10. Trò chơi cũng được đề cử cho hạng mục "Best Mobile Sport" tại Pocket Gamer Mobile Games Awards, trong khi Honor of Kings 2.0 đã giành được giải thưởng cho hạng mục "Best Music in a Casual Game" tại Annual Game Audio Network Guild Awards lần thứ 18, trong khi đề cử khác của nó là "Best Sound Design in a Casual/Social Game".